# NS ENM
NS ENM（韓語：엔에스이엔엠），原IOK Company，是一家韓國的經紀公司、音乐和影视制作公司，成立於2000年。2024年8月，公司名称变更为NS ENM。

## 歷史
IOK Company成立於2000年4月26日。2015年9月，与韩国双铃集团旗下IT企业Point-I合并后借壳在科斯達克上市。
2017年10月，與Belif娛樂合併。2018年2月，與TN Nation娛樂合併。
2020年10月，公佈臨時股東大會的決議結果，當中BE事業部門旗下藝人高賢廷擔任社外理事，而131 Label旗下歌手B.I擔任社內理事。
2021年7月，宣佈收購YNK娛樂，同年12月底完成合并，YNK娱乐编入IOK Company旗下YNK事业部门，原企业法人注销。
2021年9月，宣佈收購King娛樂。15日，Bliss娛樂從IOK Company中脫離，由Sky E&M收購Bliss娛樂所有股份，TN娛樂事業部旗下所有藝人也隨之全數移籍至Sky E&M。
2022年3月28日，宣布成立音樂事業部，選任資深歌手The One (鄭淳元)擔任首任部長。計畫以The One與同月官宣入社的國民組合g.o.d主唱金泰宇、B.I組合而成的強大製作團隊爲中心，作為推動優秀的音樂作品、歌手、偶像團體等等的後盾，拓展OST、音樂劇、歌劇和演唱會等各領域的演出活動。
2024年8月12日，宣佈成立旗下廠牌MASSIVE E&C，並與團體FIFTY FIFTY的三位前成員SANENA、ARAN、SIO簽訂專屬合約。三人將組成新團體Ablume，並於同年下半年開始正式活動。

## 旗下藝人

### 總部

#### 演员
- 高賢廷（2010年—）[16]
- 姜安娜（2021年—）[17]
- 具惠善（2021年—）[18]
- 金剛于（2017年—）[19]
- 徐敏珠（2021年—）[20]
- 尹相貞（2021年—）[21]
- 李弼拉（이필라）
- 池敏赫（2019年—）[22]
- 李泰彬（2024年—）
- 尹相鉉（2025年—）[23]
- 高允（2025年—）[24]

#### 歌手
- The One（音乐事业部负责人）[25]
- 秋和政
- ALICE（原ELRIS）

### YNK事业部门
被收购合并前的YNK娱乐，由元斌、高洙的前经纪人金民秀与负责电影、电视剧作品选角的梁成民于2016年成立。
- 金吝勸（2016年—）[28]
- 金志秀（2022年—）[29]

### 廠牌MASSIVE E&C
- Ablume（2024年—）
  - SANENA、ARAN、SIO

## 过往艺人
- 高準熹（2013年12月—2014年1月）[30]
- 鄭恩彩（2015年—2018年）[31]
- 秦基周（2015年—2020年）
- 鄭彰郁（2017年—）
- 金東園（2017年—2022年）[32]
- 曹璐（2018年—）
- 文秀彬（2019年—2020年）
- 徐柱亨（2021年—）
- 全烋星（2021年—2023年）[33]
- 張瑞希（2021年—2023年）[34]
- 文知茵（2021年—）
- 金韶情（2021年—2022年）[35]
- 崔允英（2021年—2023年）[36]
- 金柱煥（2022年—）
- 李歌領（2022年—）[37]
- 陸俊書（2021年—2023年）[38]
- 成铃（2021年—2023年）[39]
- 安信源（2023年—2024年）[40][41]
- 金泰宇（g.o.d）（2022年—2024年）[42][41]
- 李成宰（2021年—2023年）[43]
- 李昭娟（2017年—2023年）[44][45]
- 趙寅成（2012年—2025年）[46][47]
- 文彩元（2021年—2025年）[48][49]
- 姜多贤（2022年—2025年）[50]
- 柳正浩（2021年—2025年）[51]
- 金荷娜（2021年—2025年）[52][53]
- 蔡鍾協（2019年—2025年）[54]
- 韩怡书
- 金昭熙
- 崔多彬
- 崔永宰
- 姜宇延
- 金海仁
- 尹书珍

### YNK娱乐
- 林秀晶（2016年—2018年）[55]
- 崔智宪（2016年—2018年）
- 李周映（2016年—2019年）
- 南多凜（2016年—2018年）[56]
- 斯蒂芬妮·李（2017年—2020年）[57]
- 李鍾碩（2018年4月—9月）[58]
- 林世美（2019年—2022年）
- 倞利（2020年—2023年）[59]
- 車清華（2022年—2025年）[60]
- 申惠善（2016年—2025年）[61][62]
- 金賢珠（2017年—2025年）[63][64]
- 朴喜洵（2023年—2025年）[65][66]

### King娱乐
由前Namoo Actors常务朴英民于2016年成立。
- 高素榮（2016年—2018年）[68]
- 金亞中（2016年—2020年）[69]
- 朴相旭（2016年—2021年）
- 徐睿知（2016年—2019年）[70]
- 金在彦（2018年—2021年）[71]
- 趙尹瑞（2018年—2022年）
- Uie（2019年—2021年）[72]
- 金承勳（2021年—2022年）[73]
- 南怡安（2016年—2021年）
- 尹钟硕（2016年—2020年）

## 外部連結
- IOK Company官方網站
- NS ENM的Instagram帳戶
- YNK娛樂官方網站